# Khàlid ibn Yazid ibn Maziyad
Khàlid ibn Yazid ibn Màzyad aix-Xaybaní (àrab: خالد بن يزيد بن مزيد الشيباني, Ḫālid ibn Yazīd ibn Mazyad ax-Xaybānī) fou ostikan d'Armènia vers 826-833.
A l'entorn del 826 l'emir Sevada al-Djahapi, rebel a l'autoritat de l'ostikan, i que era a Khelat, es va sotmetre a Khàlid ibn Yazid (anomenat Houl per l'historiador Joan el Catolicós).
Aquesta amistat però no va durar i vers el 830 Sevada es va rebel·lar de nou amb ajut de Simbaci VIII Bagratuní, príncep bagràtida i sparapet, i d'Isaac de la Siunia Occidental. El patriarca David II va intentar fer de mediador. Khalid i els seus homes van xocar amb Sevada i els seus aliats a la vora del riu Hrazdan o Zenga (riu Erevan) prop de Kavakert o Kawakert, batalla en la qual va morir Isaac de Siunia, i Sevada i Simbaci van fugir. Tot i així el fill d'Isaac, Grigor-Supan I, va succeir al pare sense més problema a Siunia (826-851) perquè Khàlid no va intervenir. El governador va tornar a Dvin en triomf. Sevada, refugiat a Salat a la província de Cluk, a Siunia, es va dedicar per un temps al pillatge a aquest país. Finalment el príncep de Siunia el va poder expulsar amb l'ajut de Babek de l'Azerbaidjan i llavors Sevada hauria tornat a les comarques del nord-oest del llac Van.
Khalid va marxar aleshores cap a Naxçıvan, on s'havia revoltat Yazid ben Hisn; aquest quan va saber que s'acostaven les tropes de l'ostikan, va fugir cap al nord i la regió va quedar controlada.